# Silver Star (orden)
 For alternative betydninger, se Silver Star. (Se også artikler, som begynder med Silver Star)
Silver Star er den tredje-højeste amerikanske medalje, som kan blive tildelt ethvert medlem af det amerikanske militær.
Medaljen bliver tildelt i forbindelse med tapperhed overfor fjenden.

## Ekstern henvisning
- The Institute of Heraldy, Silver Star Arkiveret 28. oktober 2012 hos  Wayback Machine

| Militær | Spire Denne artikel om militær er en spire som bør udbygges. Du er velkommen til at hjælpe Wikipedia ved at udvide den. |